# De kinderen van Golzow
De Kinderen van Golzow (oorspronkelijke titel: Die Kinder von Golzow) is een langetermijndocumentaire van de Duitse filmmaker Winfried Junge. De opnames voor de documentaire begonnen in 1961, en duurden tot 2006. In totaal zijn er zo'n 20 films gemaakt, bestaande uit in totaal 38 uur aan filmmateriaal. Het idee voor het project kwam van Karl Gass.

## Inhoud
De documentaire volgt het leven van 18 verschillende mensen uit de stad Golzow, die allemaal geboren zijn tussen 1953 en 1955. Zij werden van 1961 tot 2006 met de camera gevolgd door Junge en zijn vrouw Barbara. De filmmaker speelde in op persoonlijke situaties van de personages.

## Sociaal aspect
De documentaire toont niet alleen de individuele levensverhalen van deze 18 mensen, maar werpt ook een blik op de geschiedenis van de Duitse Democratische Republiek en de hereniging ervan met West-Duitsland. 

## Erkenning
In 1985 werd de aflevering "Lebensläufe" opgenomen in het Guinness Book of World Records als de film met de langste productieperiode. Er is ook een museum over de documentaire in Golzow.

## Afleveringen
De documentaire omvat de volgende films:
- 1961 Wenn ich erst zur Schule geh (13 min, zwart-wit) - (Als ik voor het eerst naar school ga)
- 1962 Nach einem Jahr - Beobachtungen in einer ersten Klasse (14 min, zwart-wit) - (Na een jaar – observatie van de eerste klas (groep 3 volgens Nederlandse standaarden))
- 1966 Elf Jahre alt (29 min, zwart-wit) - (Elf jaar oud)
- 1969 Wenn man vierzehn ist (36 min, zwart-wit) - (Als je veertien bent)
- 1971 Die Prüfung (19 min, zwart-wit) - (het examen)
- 1975 Ich sprach mit einem Mädchen (30 min, zwart-wit) - (Ik sprak met een meisje)
- 1979/80 Anmut sparet nicht noch Mühe (107 min) - (Sier redt niet inspanning)
- 1980 Lebensläufe - Die Geschichte der Kinder von Golzow in einzelnen Portraits (257 min) - (Herhaling – het verhaal van de kinderen van Golzow in afzonderlijke portretten)
- 1984 Diese Golzower - Umstandsbestimmung eines Ortes (100 min) - (Deze inwoners van Golzow – omstandigheden van een oort)
- 1992 Drehbuch: Die Zeiten; Drei Jahrzehnte mit den Kindern von Golzow und der DEFA (284 min, 3 Teile) - (Verhaallijn: de tijd, 30 jaar met de kinderen van Golzow en de DEFA)
- 1994 Das Leben des Jürgen von Golzow (192 min) - (Het leven van Jürgen uit Golzow)
- 1995 Die Geschichte vom Onkel Willy aus Golzow (145 min) - (Het verhaal van oom Willy uit Golzow)
- 1996/97 Was geht euch mein Leben an - Elke, Kind von Golzow (125 min) - (Mijn leven gaat jullie niets aan - Elke, kind van Golzow)
- 1996/97 Da habt ihr mein Leben - Marieluise, Kind von Golzow (141 min) - (Hier heb je mijn leven - Marieluise, kind van Golzow)
- 1998 Brigitte und Marcel - Golzower Lebenswege (110 min) - (Brigitte en Marcel – Golzows levenspad)
- 1999 Ein Mensch wie Dieter - Golzower (122 min) - (Een mens als Dieter - uit Golzow)
- 2001  Jochen - ein Golzower aus Philadelphia (119 min) - (Jochen – Een inwoner van Golzow uit Philadelphia)
- 2002 Eigentlich wollte ich Förster werden - Bernd aus Golzow (142 min) - (Eigenlijk wilde ik een bosbouwer worden - Bernd uit Golzow)
- 2006 Und wenn sie nicht gestorben sind...Die Kinder von Golzow. Das Ende der unendlichen Geschichte (278 min) - (En ze leefden nog lang en gelukkig...de kinderen van Golzow. Het einde van het eindeloze verhaal.)